# Marinestation
Marinestationen waren bis 1943 hohe Kommandobehörden der deutschen Marinen im Inland. Bis zum Ersten Weltkrieg gab es außerdem Auslandsstationen in Überseegebieten. Chef der Marinestation war in der Regel ein Flaggoffizier.

## Unterstellung und Aufgaben
Die den Marinestationen unterstellten Marineinspektionen entsprachen den Brigadekommandos der Armee, wurden von Konteradmiralen befehligt und regelten den Dienstbetrieb der Matrosen- und Werftdivisionen sowie der Schiffs-Reservedivisionen. Außerdem unterstanden jedem Marinestationskommando eine Stationsyacht sowie alle Kriegsschiffe, die keinem ständigen Befehlsverband angehörten, z. B. Probefahrtskommandos. Verwaltungsbehörden beider Marinestationen waren die Intendanturen, Garnisonsverwaltungen und Stationskassen, die Bauämter, Bekleidungsämter, Verpflegungsämter und Waschanstalten.
Bis 1890 unterstanden die Marinestationen der Nordsee und der Ostsee dem Oberkommando der Marine. Sie führten die in ihrer Region befindlichen Seestreitkräfte, die ihrerseits in Geschwader gegliedert waren, und waren für deren Einsatz zuständig. Kräfte in außerheimischen Gewässern wurden direkt durch das Oberkommando der Marine geführt.
1891 wurde das Kommando der Manöverflotte, später als Flottenkommando bezeichnet, gebildet, das dem Oberkommando der Marine neben den Marinestationen unterstand und die Seestreitkräfte einsatzmäßig führte. Damit hatten diese ihre operative Aufgabe verloren. An die Stelle des Oberkommandos trat 1899 der Admiralstab. Diese Gliederung bestand im Wesentlichen bis 1918 fort.
Nach der Verkleinerung der deutschen Flotte am Ende des Ersten Weltkriegs wurde das Flottenkommando aufgelöst und die verbleibenden Seestreitkräfte wieder auf die Marinestationen verteilt. Sie unterstanden nunmehr der Marineleitung im Reichswehrministerium. Bereits 1923 wurden die Seestreitkräfte wieder aus den Marinestationen ausgegliedert und dem Kommando der Seestreitkräfte unterstellt. Die Marinestationen blieben bis 1943 trotz mehrerer Umgliederungen der Reichsmarine und der Kriegsmarine bestehen, bis sie schließlich in Marineoberkommando Nord bzw. Ost umbenannt wurden und wieder operative Ausgaben übernahmen. Die bisherigen Aufgaben der Marinestationen wurden durch den jeweiligen 2. Admiral übernommen und bis zum Ende des Zweiten Weltkriegs weitergeführt.

### Marinestation der Ostsee
Von der Preußischen Marine wurde die Marinestation der Ostsee am 1. Mai 1854 in Danzig eingerichtet; im März 1865 wurde sie nach Kiel verlegt. Ihr unterstanden die I. Marineinspektion mit der Matrosendivision und der Werftdivision, ab 1898 die Inspektion der Marineinfanterie mit den Seebataillonen und ab 1896 die Inspektion des Torpedowesens. – Im Juni 1935 wurde die Dienstbezeichnung geändert in Kommandierender Admiral der Marinestation der Ostsee und am 1. Februar 1943 in Marineoberkommando Ost.

### Marinestation der Nordsee
Von der Marine des Norddeutschen Bundes wurde die Marinestation der Nordsee am 19. Mai 1870 in Wilhelmshaven eingerichtet. Ihr unterstanden die II. Marineinspektion, ab 1883 die Inspektion der Marineartillerie (Wilhelmshaven), ab 1904 die Inspektion der Schiffsartillerie (Sonderburg) und die Inspektion der Küstenartillerie und des Minenwesens (Cuxhaven), ab 1913 zusätzlich die Luftschiff- und die Fliegerabteilung. Im Juni 1935 wurde die Dienstbezeichnung geändert in Kommandierender Admiral der Marinestation der Nordsee und am 1. Februar 1943 in Marineoberkommando Nord.

### Auslandsstationen

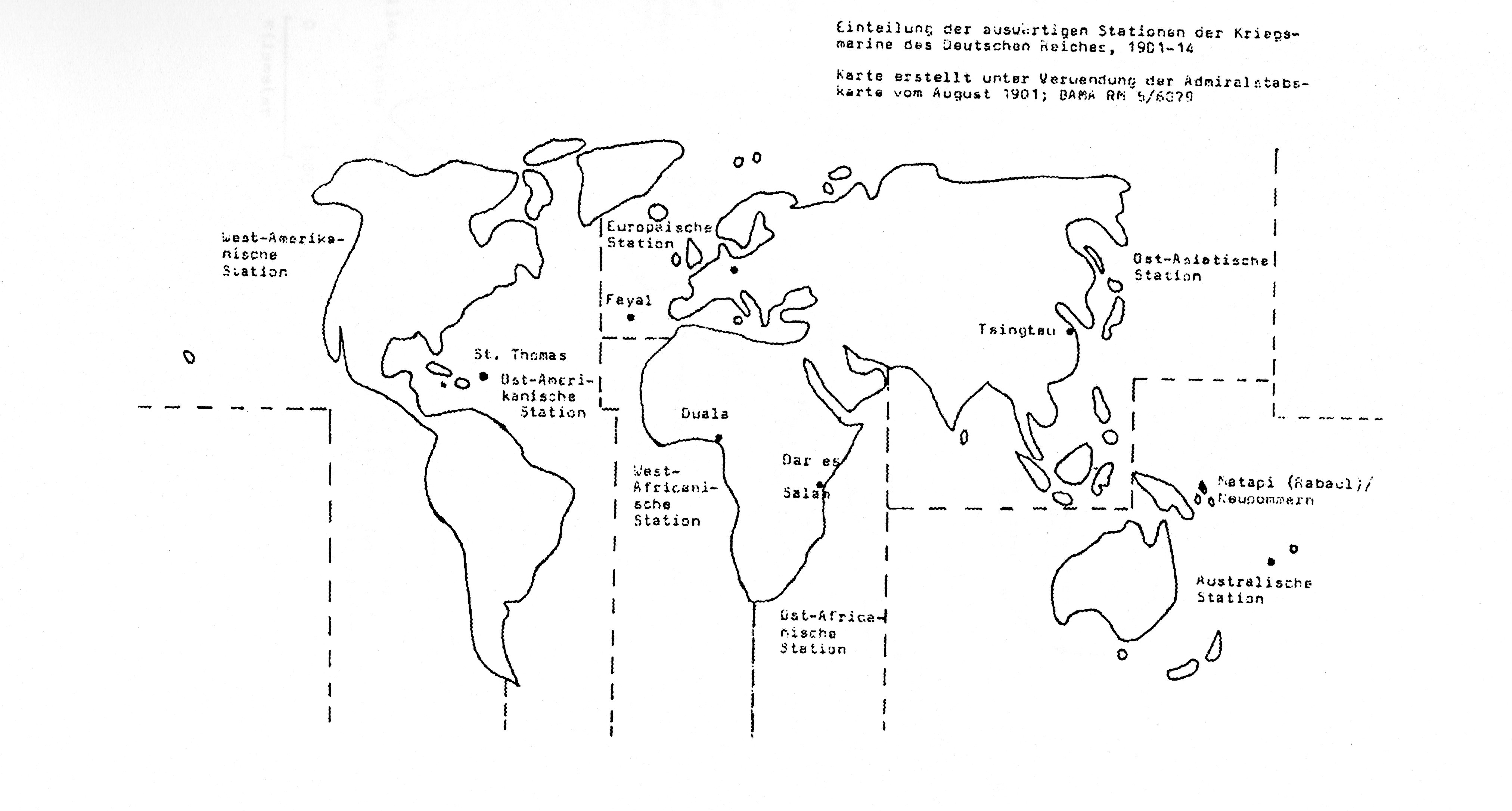
Karte der Auslandsstationen der Kaiserlichen Marine 1901–1914

Zum Schutze deutscher Wirtschafts- und Kolonialinteressen wurden für den Stationsdienst Kriegsschiffe in Auslandsgewässern eingesetzt. In besonders wichtigen oder politisch unruhigen Gebieten patrouillierten ständig Kriegsschiffe in Eigenschaft als „Stationär“. Auslandsstationen wurden bereits im Herbst 1867 für die Marine des Norddeutschen Bundes festgelegt, und zwar 1. für das Gebiet Ostasien, Ostafrika, Ostindien, 2. für die Ostküste Nordamerikas und das Gebiet Westindien, 3. für die Westküste Amerikas, 4. für die Ostküste Südamerikas, 5. für das Mittelmeer. 1884 wurden vor Südwestafrika und in der Südsee noch ständig besetzte Stationen eingerichtet. Der Einsatz auf diesen Stationen und ihre Belegung änderte sich im Laufe der Jahre je nach den Erfordernissen.
Mit der Augusta, die im März 1868 das Operationsgebiet der Westindischen Station erreichte, begann die offizielle Präsenz der (nord)deutschen Marine auf den Auslandsstationen.
Am Vorabend des Ersten Weltkriegs waren die Auslandsstationen der Kaiserlichen Marine wie folgt besetzt:
- Ostasiatische Station: Das Kreuzergeschwader, die Kanonenboote Iltis, Jaguar, Tiger, Luchs, die Flusskanonenboote Vaterland, Tsingtau, Otter, das Torpedoboot S 90 und der Minenleger Lauting.[5]
- Ostamerikanische Station: Kleine Kreuzer Dresden und Karlsruhe.
- Westamerikanische Station: Kleine Kreuzer Leipzig und Nürnberg.
- Australische Station (Südsee): Kleiner Kreuzer Geier, Kanonenboot Cormoran, Vermessungsschiff Planet, Gouvernementsschiff Komet, Peilboot III und Peilboot IV (in Tsingtau liegend).
- Westafrikanische Station: Kanonenboot Eber.
- Ostafrikanische Station: Kleiner Kreuzer Königsberg und Vermessungsschiff Möwe.
- Mittelmeer: Großer Kreuzer Goeben, kleiner Kreuzer Breslau und Loreley.